# Bandeira de Hong Kong

Bandeira de Hong Kong durante o domínio britânico (1959–1997).

A bandeira regional da Região Administrativa Especial de Hong Kong da República Popular da China (Chinês tradicional: 中華人民共和國香港特別行政區區旗, Chinês simplificado: 中华人民共和国香港特别行政区区旗) é vermelha com uma Bauhinia blakeana de cinco pétalas, branca e estilizada. A cor vermelha nesta bandeira regional é a mesma daquela na Bandeira da República Popular da China.
A bandeira foi adotada em 16 de fevereiro de 1990, e recebeu aprovação formal do Comitê Preparatório em 10 de Agosto de 1996. Ela foi oficialmente hasteada em 1 de Julho de 1997, em uma cerimônia histórica que marcou a transferência da soberania de Hong Kong do Reino Unido para a RPC. O uso preciso da bandeira regional é regulado através de leis aprovadas pela 58ª reunião executiva do Conselho de Estado que aconteceu em Pequim.
A antiga bandeira colonial foi usada de 27 de julho de 1959 a 30 de junho de 1997 sob a administração britânica. Era a Insígnia Azul desfigurada do Reino Unido com o brasão de Hong Kong, em um disco branco centrado na metade externa da bandeira. O desenho de 1876 mostrava um brasão colonial, mostrando uma cena local ao invés do Brasão de Hong Kong.

## Desenho
Quando a bandeira é feita, a frente e o verso da bandeira ficam idêntico um ao outro (imagem espelhada). O governo de Hong Kong especificou tamanhos, cores e parâmetros de fabricação para que a bandeira seja feita. Essas regras estão descritas nas subseções abaixo.

### Simbolismo

Símbolo do Conselho Urbano desde o seu início nos anos 1960 até sua abolição em 1999.

O desenho da bandeira carrega significados culturais, políticos e regionais. A cor, por si só é significante: vermelho é sempre a cor festiva para o povo chinês e pode lembrar alguém que o Exército Popular de Libertação já foi chamado de Exército Vermelho Chinês. Portanto, a cor converge um senso de comemoração e nacionalismo. Além disso, o vermelho é idêntico àquele usado na bandeira da RPC, o que implica a forte ligação restabelecida entre a Hong Kong pós-colonial e sua pátria-mãe. A justaposição de vermelho e branco simboliza o princípio político de ‘’um país, dois sistemas’’ aplicado à região, com uma ‘’Bauhinia blakeana’’ estilizada harmonizando essa dicotomia.
A bauhinia tem sido o emblema floral de Hong Kong desde 1965 e foi usado como um símbolo do agora extinto Conselho Urbano (mostrado à direita). Pode-se observar os elementos de design que foram incorporados à bandeira de Hong Kong.

### Construção

Plano de construção para a bandeira regional. Um pré-requisito para o fabrico de tamanhos de bandeira fora do padrão estipula que todas as proporções na bandeira sancionada original sejam preservadas.

O fundo da bandeira retangular é vermelho. Também existe a intenção de ser a mesma cor usada para a RPC. A razão entre sua largura e o comprimento é de 1,5. Em seu centro há uma bauhinia branca estilizada de cinco pétalas. O círculo que circunscreve a bauhinia tem um diâmetro de 0,6 vezes a altura total da bandeira. As pétalas são espalhadas uniformemente ao redor do ponto central da bandeira e rotaciona para fora em sentido horário. Cada pétala possui uma estrela vermelha de 5 pontas com um traço vermelho, sugerindo um androceu de uma flor. O traço vermelho faz com que cada pétala pareça estar sendo dividida pela metade. A passagem que é usada para permitir que a bandeira seja deslizada ou erguida em um mastro é branca.

### Disposição
Sempre que a bandeira da RPC é hasteada junta com a bandeira de Hong Kong, a bandeira nacional deve ser hasteada no centro, acima da bandeira regional, ou em outros casos em uma posição mais proeminente que a da bandeira regional. A bandeira regional deve ser menor em tamanho que a bandeira nacional e deve ser posicionada à esquerda da bandeira nacional. Quando as bandeiras são exibidas fora de um prédio, os lados esquerdo e direito de uma pessoa parada na frente do prédio e olhando para a entrada frontal são usados como pontos de referência para os lados esquerdo e direito de uma bandeira. A bandeira da China deve ser hasteada antes da bandeira regional, e deve ser arriada antes da bandeira regional ser arriada.
- Exemplos de protocolos. Perceba o quão a bandeira nacional é maior que a bandeira regional em ambos exemplos.
- A bandeira de Hong Kong tremulando ao lado da bandeira da RPC.

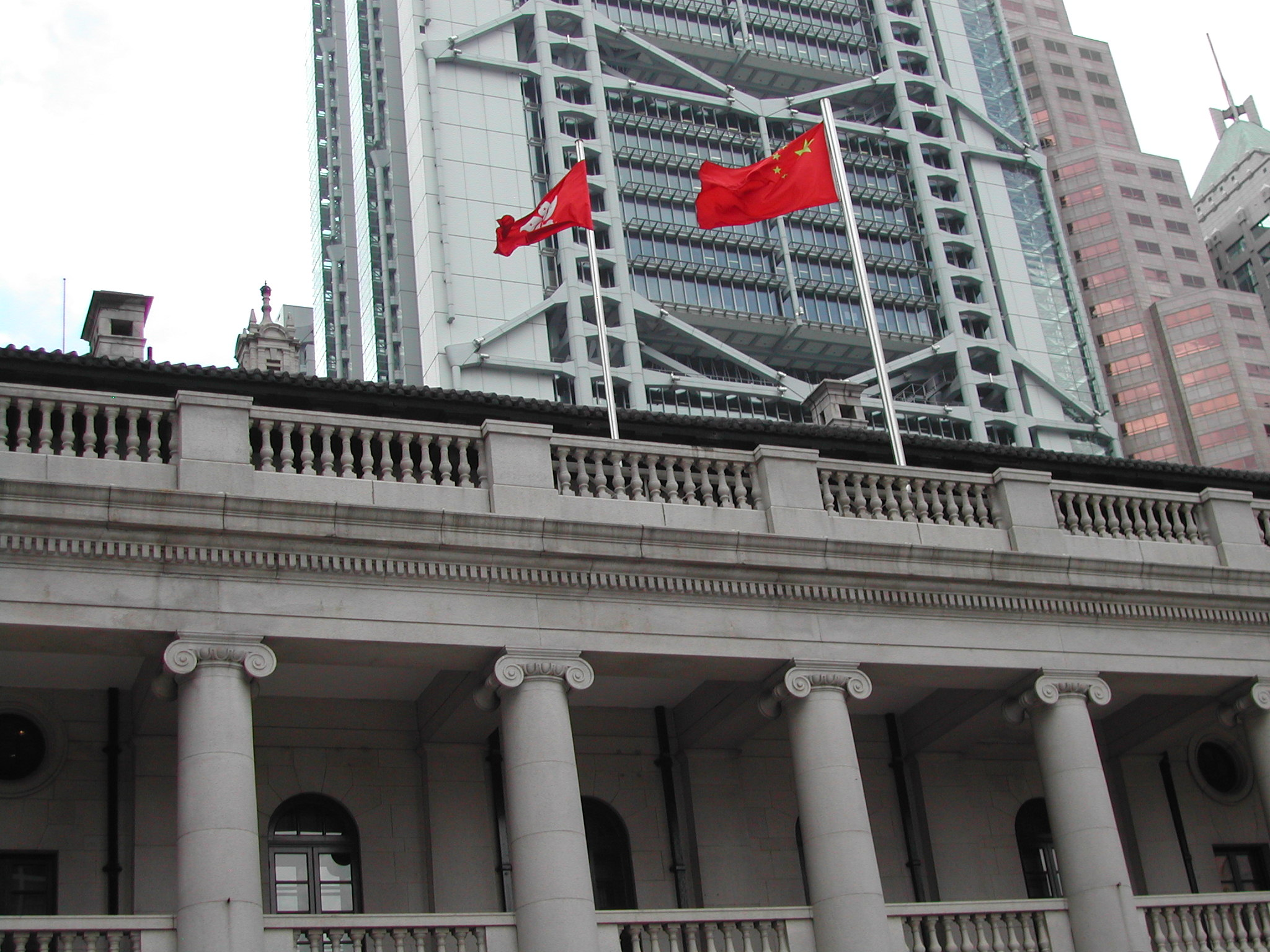
As bandeiras de HK e da RPC tremulando no pátio do Conselho Legislativo. É uma rotina comum hastear a bandeira regional à esquerda da bandeira nacional ao ar livre.

Uma exceção a esta regra acontece durante cerimônias de entregas de medalhas em eventos multiesportivos como os Jogos Olímpicos e os Jogos Asiáticos. Como na maioria dos eventos esportivos Hong Kong compete separado da China continental, pode por exemplo, um atleta de Hong Kong ganhar uma medalha de ouro, e um atleta da China continental ganhar uma medalha de prata ou bronze no mesmo evento, daí, a bandeira de Hong Kong pode ser hasteada no centro acima da bandeira da RPC durante a cerimônia.

### Especificações de tamanho
Essa tabela lista todos os tamanhos oficiais para a bandeira. Tamanhos que desviem dessa lista são considerados fora do padrão.
| Tamanho                           | Comprimento e largura em cm |
| --------------------------------- | --------------------------- |
| 1                                 | 288 × 192                   |
| 2                                 | 240 × 160                   |
| 3                                 | 192 × 128                   |
| 4                                 | 144 × 96                    |
| 5                                 | 96 × 64                     |
| Bandeira de carro                 | 30 × 20                     |
| Bandeira para cerimônias oficiais | 21 × 14                     |
| Bandeira de mesa                  | 15 × 10                     |

### Especificações de cor
As cores seguintes são as aproximações daquelas da bandeira de Hong Kong em diferentes modelos de cores. É sortido para HTML, RGB, Cores da web (notação hexadecimal); o equivalente em CMYK; cores de tinta; o equivalente em HSV e o número equivalente do Pantone.
| Cor      | HTML    | CMYK      | Cor têxtil  | HSV          | Pantone |
| -------- | ------- | --------- | ----------- | ------------ | ------- |
| Vermelho | #FF0000 | 0-87-99-0 | Chinese red | 0°,100%,50%  | 186     |
| Branco   | #FFFFFF | 0-0-0-0   | White       | 0°,100%,100% |         |